# Núvol G
El Núvol G és un núvol interestel·lar ubicat al costat del Núvol Interestel·lar Local. No se sap si el sistema solar està incrustat al núvol interestel·lar local o a la regió on interaccionen els dos núvols, tot i que actualment el sistema solar s'està movent cap al núvol G. El núvol G conté les estrelles Alfa del Centaure (un sistema de tres estrelles que inclou Pròxima del Centaure) i Altair (i possiblement d'altres).